# Billy Idol

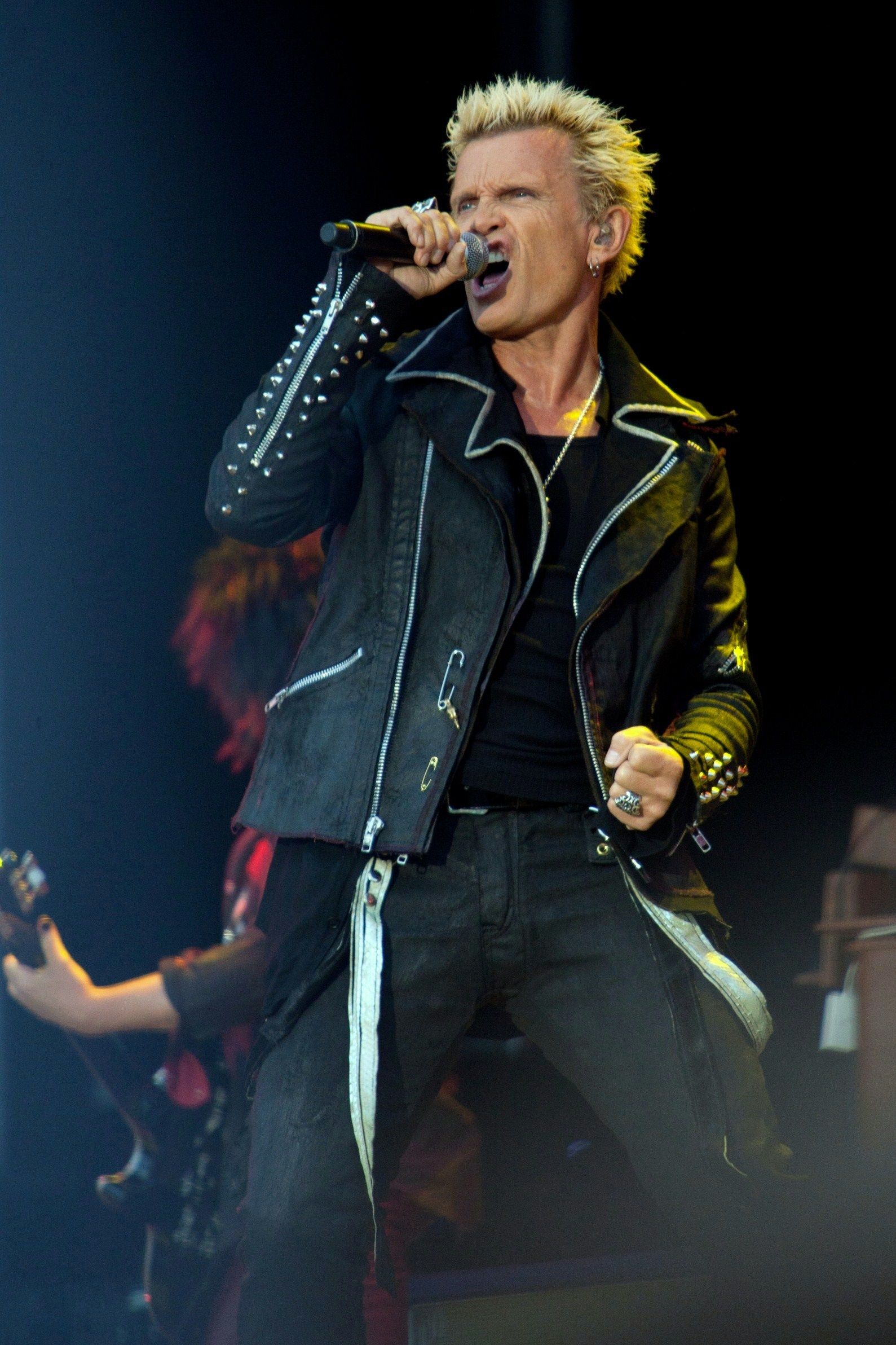
Billy Idol (2012)

Billy Idol (* 30. November 1955 in Stanmore, London; bürgerlich William Michael Albert Broad) ist ein britischer Rockmusiker. Erste Erfolge hatte er als Kopf der 1976 von ihm gegründeten Punkband Generation X. In den 1980er-Jahren feierte Idol als Solokünstler weltweit Charterfolge.

## Werdegang

### Frühe Jahre
Seinen Künstlernamen leitete er davon ab, dass er in der Schule recht häufig idle (engl. für untätig, faul) war und ein Lehrer dies in einer Beurteilung vermerkte; daraus machte William Broad später Idol. Zusammen mit Billy, einer Koseform seines Vornamens, entstand Billy Idol.
Nach einem abgebrochenen Philosophiestudium verschlug es Idol in die frühe Londoner Punkszene. Gemeinsam mit Gene October (einziges verbleibendes, ständiges Mitglied bei Chelsea), Brian James (später bei The Damned) und Tony James (später bei Sigue Sigue Sputnik) gründete er die Band Chelsea, die er aber bald wieder verließ, um Generation X zu bilden, die Mitte bis Ende der 1970er-Jahre erfolgreich drei Alben und mehrere Singles veröffentlichte. Idol wurde als Kind nach eigenen Aussagen wegen seines hageren Erscheinungsbildes von seinen Klassenkameraden gemobbt und ausgeschlossen. Das Motiv des Einzelgängers findet sich in vielen seiner Songs wieder.

### Karriereentwicklung

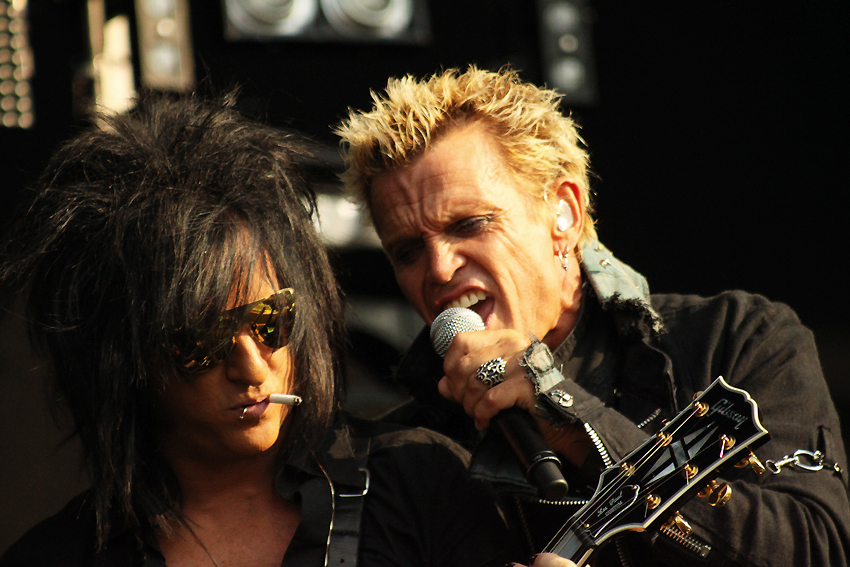
Billy Idol und Steve Stevens (2010)

Nach der Auflösung von Generation X ging Idol 1981 in die USA, um mit aufwändigen Produktionen den Popmarkt zu erobern. Hierbei entfernte er sich musikalisch zwar weit von seinen Ursprüngen, landete aber kommerziell erfolgreiche Welthits, darunter z. B. Dancing with Myself, Rebel Yell, Flesh for Fantasy und White Wedding. Entdeckt und gefördert wurde er von dem damals sehr einflussreichen Kiss-Manager Bill Aucoin. Langjähriger Produzent war Keith Forsey, der das Lied Don’t You (Forget About Me) schrieb. Idol lehnte es jedoch ab, diesen Titel zu singen, wodurch die Simple Minds mit dem Lied weltbekannt wurden. Idols musikalischer Partner, der auch in den Videoclips wiederholt beinahe gleichberechtigt neben ihm auftauchte, war der Gitarrist Steve Stevens.

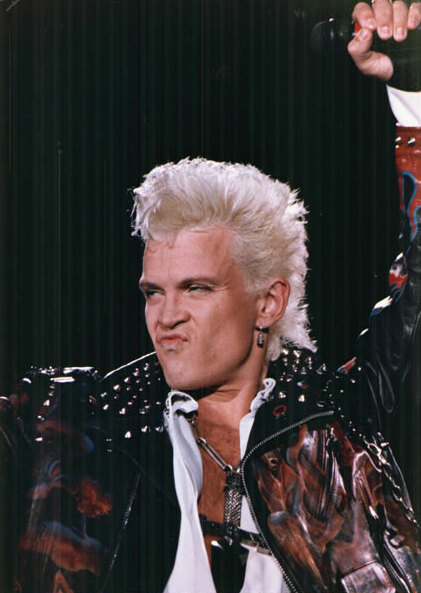
Billy Idol (Cradle of Love-Tour, 1990)

Mit seinen weltweit erfolgreichen Alben Billy Idol (1982), Rebel Yell (1983) und Whiplash Smile (1986) wurde der (laut Zitat des New Musical Express) „wasserstoffgebleichte Alptraum eines Rockers“ Ikone und stilprägende Identifikationsfigur einer ganzen Generation. Als Singleveröffentlichung aus dem letztgenannten Album wurde insbesondere die Ballade Sweet Sixteen zu einem Hit.
Seit 1986 war Idol heroinabhängig. Am 7. Februar 1990 erlitt er zudem bei einem Motorradunfall schwerste Beinverletzungen (fünffacher, teils offener Trümmerbruch), einen Armbruch und mehrere Rippenfrakturen, nachdem er ein Stoppschild überfahren hatte und in einen LKW gerast war. Dank einer siebenstündigen Operation entging Idol einer Amputation seines rechten Beins (fünf weitere Operationen folgten) und er verbrachte viele Wochen im Krankenbett.
Mit mehreren Monaten Verspätung erschien das Album Charmed Life, das kurz vor dem Unfall fertiggestellt worden war. Darauf ließ Idol stärker als auf vorherigen Werken rockige Elemente einfließen. Eine ausgedehnte Welttournee folgte. Das Album, das unter anderem das Lied Cradle of Love und eine Coverversion des The-Doors-Titels L.A. Woman enthält, verkaufte sich noch gut und erreichte auch ansehnliche Chartpositionen, sollte allerdings bis auf weiteres Idols letzte kommerziell erfolgreiche Veröffentlichung sein.
1989 stand er neben anderen Musikern wie u. a. Elton John, Phil Collins, Steve Winwood und Patti Labelle auf der Bühne, um gemeinsam mit Roger Daltrey und Pete Townsend von der Band The Who deren Rockoper Tommy aufzuführen. Idol trat dabei in der Rolle des Cousin Kevin auf. Die Aufführung fand als Wohltätigkeitsveranstaltung zugunsten von misshandelten Kindern im Universal Amphitheatre in Los Angeles statt. An der Quadrophenia-Tour 1996–97 nahm Idol erneut als Gastmusiker teil. Bei einer weiteren Aufführung des The Who-Klassikers stand er 2017 auf der Bühne.
1991 erhielt er eine kleine Gastrolle in Oliver Stones Film The Doors, in dem er ursprünglich eine Hauptrolle als bester Freund Jim Morrisons übernehmen sollte, was jedoch durch den Motorradunfall im Jahr zuvor ebenso verhindert wurde wie eine mögliche Rolle im Film Terminator 2.

### Vorläufiges Ende
Nach dem Album Charmed Life erlahmte Idols Karriere. Steve Stevens hatte die Zusammenarbeit bereits zuvor beendet und 1987 das Album Atomic Playboys aufgenommen, bevor er 1993 Gitarrist in der Band von Vince Neil wurde. Mehrere Gerichtsprozesse wegen Entgleisungen und Schlägereien im Rausch bescherten ihm Negativschlagzeilen sowie Bewährungs- und Geldstrafen. Nach einer Überdosis durch einen Drogen- und Medikamentencocktail Anfang 1993, die einen längeren Krankenhausaufenthalt zur Folge hatte, machte Idol (kurz vor dem drohenden körperlichen und finanziellen Ruin) einen Entzug und lebt seitdem drogenfrei.
Seine Drogenerfahrungen verarbeitete er teilweise auf dem im selben Jahr als Comeback-Versuch publizierten Album Cyberpunk, das sich stilistisch von den restlichen Werken abhebt. Statt handgemachter Rock- oder Punkklänge besteht die Musik aus einem Mix aus Electrobeats, versetzt mit Rockrhythmen und psychedelischen Anklängen, ist musikalisch und lyrisch durch die Werke William Gibsons inspiriert und ein in sich geschlossenes Konzeptalbum. Es erwies sich als kommerzieller Misserfolg.
In den nächsten acht Jahren wurde es sehr still um den einstigen Superstar. Neben einigen kaum beachteten Konzerten u. a. in Las Vegas war eines seiner wenigen öffentlichen Lebenszeichen ein Kurzauftritt im Film Eine Hochzeit zum Verlieben von 1998, mit Drew Barrymore und Adam Sandler, in dem Idol sich selbst spielte.

### Spätes Comeback

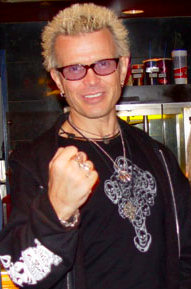
Billy Idol (2003)

Nachdem sich ein im Frühjahr 2001 neu erschienenes Best-of-Album über eine Million Mal verkauft hatte, dachte Idol über ein Comeback nach. Zunächst machte er mit der im Frühjahr 2002 veröffentlichten CD und DVD Storytellers wieder von sich reden. Darauf gab er Akustikversionen von Generation X-Klassikern wie Kiss Me Deadly, Untouchables und Ready Steady Go sowie seine Lieder aus den 1980er-Jahren zum Besten und erläuterte die Entstehung der Titel. Ausgestrahlt wurde die Videoversion ursprünglich vom Musiksender VH1, später auch von MTV. Auf dieser Veröffentlichung war erstmals seit dem Album Whiplash Smile (1986) sein Partner an der Gitarre, Steve Stevens, wieder mit von der Partie.
Idol war vertraglich noch an Chrysalis Records gebunden und hatte somit kaum künstlerische Freiheiten. 2003 entließ ihn die Plattenfirma nach mehreren rechtlichen Auseinandersetzungen aus dem Vertrag. Chrysalis hatte versucht, Einfluss auf die künstlerische Gestaltung seiner Musik zu nehmen, unter anderem sollte eine Zusammenarbeit mit Linda Perry stattfinden, wurde aber nicht in die Tat umgesetzt.

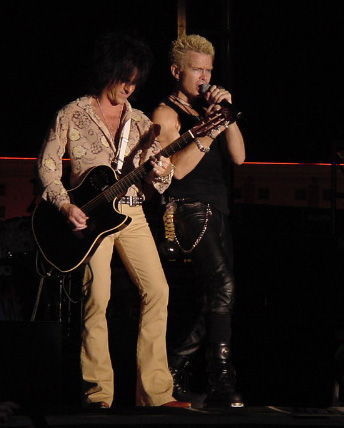
Billy Idol und Gitarrist Steve Stevens (2003)

Nach insgesamt zwölf Jahren Pause brachte Idol am 7. März 2005 über Noise Records (Sanctuary Group) die Single Scream und am 22. März desselben Jahres sein Comeback-Album Devil’s Playground heraus. Im Juni 2005 trat er bei den Festivals Rock im Park und Rock am Ring auf und gab ein Solokonzert im Hamburger Stadtpark. Im November/Dezember 2005 gab Idol in seiner Devil’s-Playground-Tour (die sich zuvor fast ausschließlich auf die USA beschränkt hatte) sieben Konzerte in Deutschland sowie weitere in Dänemark, Finnland, England, Irland, Schottland, Niederlande, Österreich und der Schweiz. Seinen 50. Geburtstag zelebrierte er am 30. November 2005 in Leipzig auf der Bühne.
Im Juli 2006 gab Idol Freiluftkonzerte in Berlin, Bonn und Hamburg, bei denen er auch seine neuen Singles Touch My Love und Cry vorstellte. Im Spätsommer 2006 machte er erneut Station in Finnland, Großbritannien, Österreich und der Schweiz sowie in Osteuropa (Bulgarien, Rumänien, Serbien, Ungarn), dem Baltikum (Lettland, Litauen) und im russischen Sankt Petersburg. Ein Konzert am 29. Juli 2006 in Chicago wurde zudem für eine spätere Veröffentlichung auf DVD und Blu-Ray Disc aufgezeichnet und erschien am 16. November 2009 unter dem Titel Super Overdrive Live. Rechtzeitig zum Weihnachtsgeschäft wurde auf einem Independent-Label das Weihnachtsalbum Happy Holidays veröffentlicht.

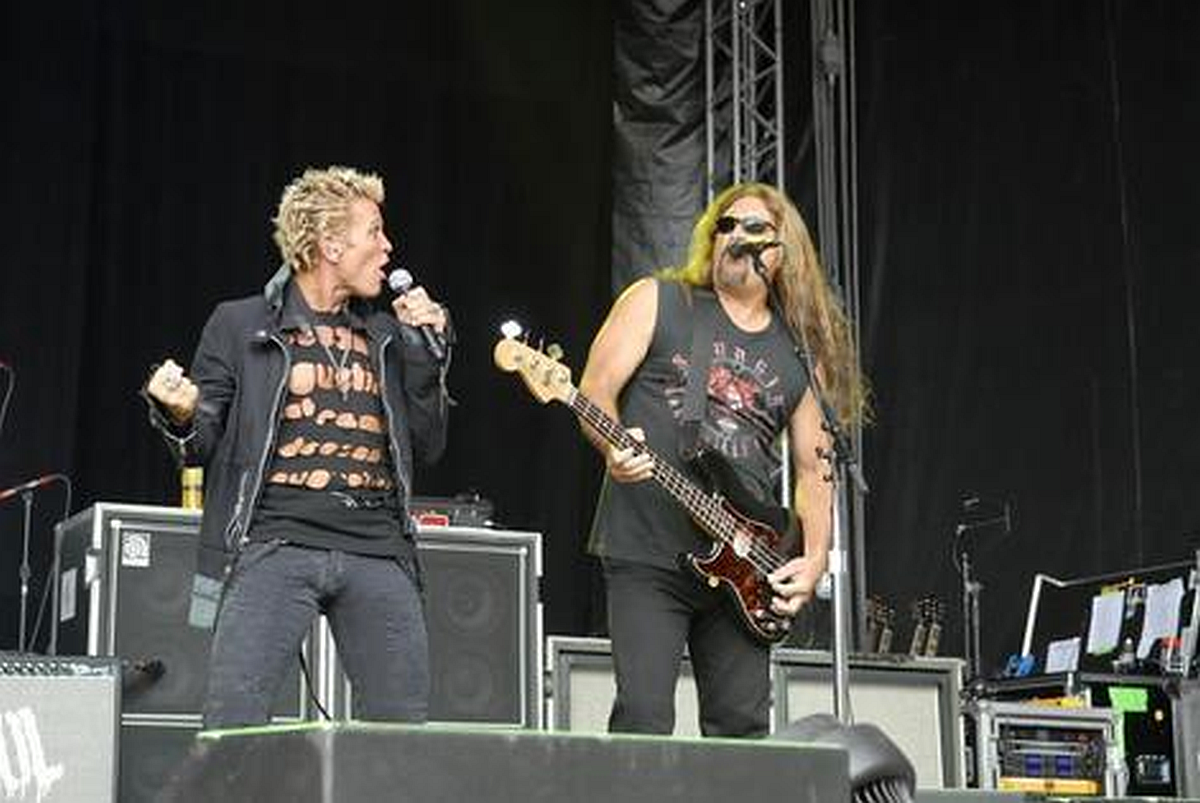
Billy Idol und Bassist Stephen McGrath 2010 auf dem Reload-Festival

Im Juli 2008 unternahm Idol erneut eine kleine Deutschlandtournee mit Konzerten in Leipzig, Hannover, Hamburg, Erfurt, München, Altusried und Düsseldorf. Bereits am 24. Juni 2008 war zudem die CD Idolize Yourself erschienen – eine Best-Of-Compilation inkl. zweier zu diesem Zeitpunkt neuer Lieder (John Wayne und New Future Weapon). Im April 2010 trat er beim Zermatt Unplugged auf, im Juli spielte er „für eine Gage in sechsstelliger Höhe, aber nicht über 150 000 Euro“ beim Twistringer Reload Festival sowie am 6. Juli 2010 beim Montreux Jazz Festival. Seine Tourband bestand aus Steve Stevens (Gitarre), Billy Morrison (Rhythmusgitarre), Stephen McGrath (Bass), Derek Sherinian (Keyboards) und Jeremy Colson (Schlagzeug).
Am 28. Oktober 2010 wirkte Idol zusammen mit Evan Rachel Wood und Danny DeVito an einer einmaligen Benefizvorstellung der Rocky Horror Show in Los Angeles mit.
Gemeinsam mit Steve Stevens, Billy Morrison und anderen Musikern nahm Idol das von Trevor Horn produzierte Album Kings & Queens of the Underground auf, das in Europa am 17. Oktober 2014 veröffentlicht wurde. Bereits am 26. August 2014 wurde die Single Can’t Break Me Down daraus ausgekoppelt, die von der Zeitung USA Today am 16. September 2014 zum „Lied der Woche“ gewählt wurde. Zu diesem Song wurde auch ein Musikvideo produziert.
2016 fand sich Billy Idol mit Tony James (beide ehemals Generation X) Steve Jones und Paul Cook (beide ehemals Sex Pistols) als Generation Sex zusammen und sie gaben ein einstündiges Konzert in Los Angeles.
Das 2018 veröffentlichte Album Vital Idol: Revitalized unterscheidet sich vom Remixalbum Vital Idol insofern, als dass sich Billy Idol mit diesen neuen Versionen seiner teils über 30 Jahre alten Klassiker verstärkt ins Genre des Electro-Pop verlagert.
Die Remixe wurden mit namhaften Künstlern aus der Electro- und Techno-Szene aufgenommen. So wirkten u. a. Moby, RAC, The Crystal Method, Tropkillaz, Paul Oakenfold, Shiba San, Juan Maclean und CRAY an den Neuinterpretationen mit. Die digitale Version enthält vier zusätzliche Remixe, darunter einen neuen Billy Idol- und Steve Stevens-Remix von „Mony Mony“ und „Save Me Now“ (Lost Dog Remix), überarbeitet von Idols Sohn Willem Wolfe mit Brandon Rauch und Ed Bedrosian.
Im August 2021 erschien die Single Bitter Taste, die vorab aus der EP The Roadside ausgekoppelt worden war. The Roadside wurde am 17. September 2021 veröffentlicht.
Am 6. Januar 2023 erhielt er für sein Lebenswerk einen Stern auf dem Walk of Fame in Los Angeles.
2023 kam es zu einer weiteren Tour mit Generation Sex.
Als erster Musiker überhaupt gab Idol am 8. April 2023 ein Konzert am Hoover Dam, der Talsperre zwischen den US-Bundesstaaten Nevada und Arizona. Das Konzert, das vor nur 250 Zuschauern stattfand, wurde zudem für einen Konzertfilm unter dem Titel Billy Idol: State Line - Live at Hoover Dam aufgezeichnet.
Am 26. Februar 2025 veröffentlichte Billy Idol das Video zu dem neuen Song Still Dancing und kündigte zugleich ein neues Studioalbum an namens Dream Into It, das am 25. April 2025 veröffentlicht wurde.

## Privates
Von 1980 bis 1989 war Billy Idol mit der Tänzerin Perri Lister liiert, mit der er einen Sohn hat. Eine Tochter hat der Sänger mit der 13 Jahre jüngeren Linda Mathis.
Seit 2018 ist er mit der britischen Schauspielerin China Chow liiert.
Billy Idol lebt in den Hollywood Hills in Los Angeles.

## Diskografie
Studioalben

| Jahr | Titel Musiklabel                              | Höchstplatzierung, Gesamtwochen, AuszeichnungChartplatzierungen (Jahr, Titel, Musiklabel, Platzierungen, Wochen, Auszeichnungen, Anmerkungen) | Höchstplatzierung, Gesamtwochen, AuszeichnungChartplatzierungen (Jahr, Titel, Musiklabel, Platzierungen, Wochen, Auszeichnungen, Anmerkungen) | Höchstplatzierung, Gesamtwochen, AuszeichnungChartplatzierungen (Jahr, Titel, Musiklabel, Platzierungen, Wochen, Auszeichnungen, Anmerkungen) | Höchstplatzierung, Gesamtwochen, AuszeichnungChartplatzierungen (Jahr, Titel, Musiklabel, Platzierungen, Wochen, Auszeichnungen, Anmerkungen) | Höchstplatzierung, Gesamtwochen, AuszeichnungChartplatzierungen (Jahr, Titel, Musiklabel, Platzierungen, Wochen, Auszeichnungen, Anmerkungen) | Anmerkungen                              |
| Jahr | Titel Musiklabel                              | DE | AT | CH | UK | US | Anmerkungen                              |
| ---- | --------------------------------------------- | --- | --- | --- | --- | --- | ---------------------------------------- |
| 1982 | Billy Idol Chrysalis Records                  | — | — | — | — | US45 Gold · (104 Wo.)US | Erstveröffentlichung: 16. Juli 1982      |
| 1983 | Rebel Yell Chrysalis Records                  | DE2 Gold · (50 Wo.)DE | — | CH16 (13 Wo.)CH | UK36 Silber · (11 Wo.)UK | US6 ×2Doppelplatin · (82 Wo.)US | Erstveröffentlichung: 10. November 1983  |
| 1986 | Whiplash Smile Chrysalis Records              | DE9 Gold · (40 Wo.)DE | AT18 (14 Wo.)AT | CH4 Gold · (20 Wo.)CH | UK8 Gold · (20 Wo.)UK | US6 Platin · (47 Wo.)US | Erstveröffentlichung: 20. September 1986 |
| 1990 | Charmed Life Chrysalis Records                | DE5 Gold · (27 Wo.)DE | AT11 (6 Wo.)AT | CH4 (15 Wo.)CH | UK15 Silber · (8 Wo.)UK | US11 Platin · (39 Wo.)US | Erstveröffentlichung: 30. April 1990     |
| 1993 | Cyberpunk Chrysalis Records                   | DE13 (20 Wo.)DE | AT5 (14 Wo.)AT | CH15 (12 Wo.)CH | UK20 (2 Wo.)UK | US48 (7 Wo.)US | Erstveröffentlichung: 21. Juni 1993      |
| 2005 | Devil’s Playground Sanctuary Records          | DE15 (14 Wo.)DE | AT34 (4 Wo.)AT | CH32 (7 Wo.)CH | UK78 (1 Wo.)UK | US46 (5 Wo.)US | Erstveröffentlichung: 18. März 2005      |
| 2014 | Kings & Queens of the Underground BFI Records | DE8 (5 Wo.)DE | AT17 (1 Wo.)AT | CH10 (6 Wo.)CH | UK35 (2 Wo.)UK | US34 (2 Wo.)US | Erstveröffentlichung: 17. Oktober 2014   |
| 2025 | Dream Into It BFI Records                     | DE2 (1 Wo.)DE | AT5 (2 Wo.)AT | CH3 (2 Wo.)CH | UK79 (1 Wo.)UK | — | Erstveröffentlichung: 25. April 2025     |

grau schraffiert: keine Chartdaten aus diesem Jahr verfügbar

## Musikvideos
Folgende offizielle Musikvideos zu Singleauskopplungen sind erschienen:
- Dancing with Myself (Regie: Tobe Hooper)[23]
- Mony Mony (Regie: Lawrence Jordan)[24]
- Speed (Regie: Big T.V.)[25]

Aus dem Album Billy Idol:
- Hot in the City (Regie: Kort Falkenberg III)[26]
- White Wedding (Regie: David Mallet)[27]

Aus dem Album Rebel Yell:
- Rebel Yell (Regie: Jeff Stein)[28]
- Eyes Without a Face (Regie: David Mallet)[29]
- Flesh for Fantasy (Regie: Howard Deutch)[30]
- Catch My Fall (Regie: David Mallet)[31]

Aus dem Album Whiplash Smile:
- To Be a Lover (Regie: David Mallet)[32]
- Don't Need a Gun (Regie: Julien Temple)[33]
- Sweet Sixteen (Regie: Peter Sinclair)[34]
- Sweet Sixteen (colorierte Version) (Regie Peter Sinclair)

Aus dem Album Charmed Life:
- Cradle of Love (Regie: David Fincher)[35]
- L.A. Woman (Regie: David Fincher)[36]
- Prodigal Blues (Regie: Lawrence Jordan)[37]

Aus dem Album Cyberpunk:
- Shock to the System (Regie: Brett Leonard)[38]
- Heroin (Regie: Brett Leonard)[39]
- Adam in Chains (Regie: Julien Temple)[40]

Aus dem Album Devil's Playground:
- Scream[41]
- Plastic Jesus[42]
- Yellin' at the Xmas Tree[43]

Aus dem Album Happy Holidays:
- Jingle Bell Rock[44]
- Happy Holiday[45]
- White Christmas[46]
- Winter Wonderland[47]

Aus dem Album Kings & Queens of the Underground :
- Can't Break Me Down (Regie: Jason Trucco)[48]
- Save Me Now (Regie: Tom Kirk)[49]

Aus der EP The Roadside:
- Bitter Taste (Regie: Steven Sebring)[50]

Aus der EP The Cage:
- Cage (Regie: Steven Sebring)[51]
- Running From The Ghost (Regie: Spencer Ramsey)[52]

## Filmografie
- 1991: The Doors
- 1996: Bullet Point (Mad Dog Time)

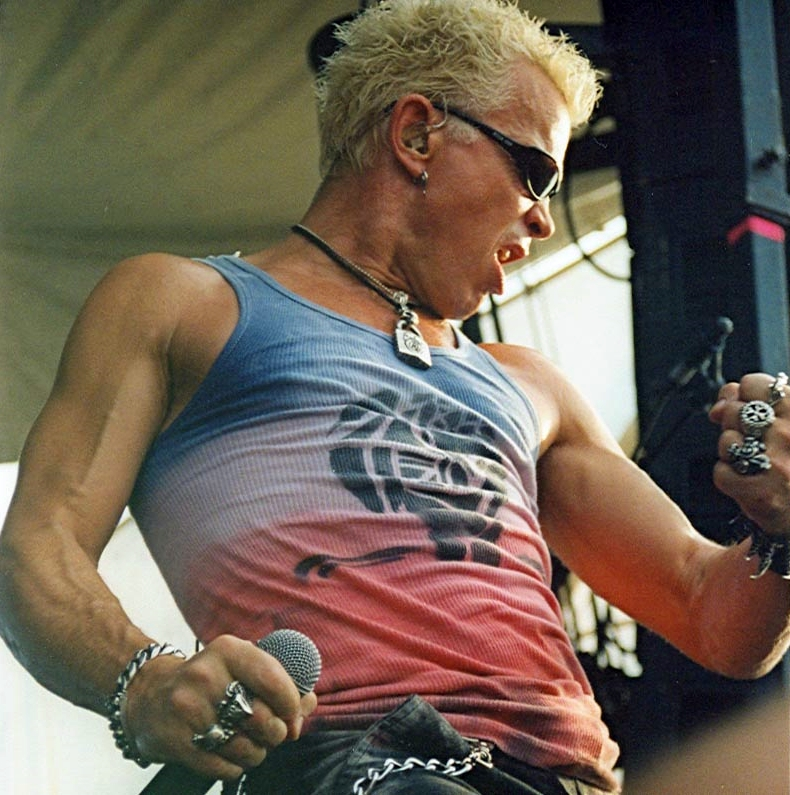
Billy Idol (2006)

- 1998: Eine Hochzeit zum Verlieben (Cameo-Auftritt)
- 2000: Heavy Metal F.A.K.K. 2
- 2007: Viva La Bam
- 2010: Cat Tale

## Film- und Spielmusik
- 1989: Hot in the City – Titellied der Fernsehserie Booker
- 1990: Cradle of Love – in Ford Fairlane – Rock ’n’ Roll Detective
- 1994: Speed – neuer Titel zum gleichnamigen Film
- 1998: White Wedding – Titellied von The Wedding Singer, auch Teil der Musik des PC- und Konsolenspiels Grand Theft Auto: San Andreas und ein Teil der Titelauswahl des Playstation-Portable-Spiels Rock Band Unplugged
- 2000: Buried Alive – neuer Titel für die Musik zu Heavy Metal: F.A.K.K.²
- 2021: White Wedding – Teil des Soundtracks zum Videospiel Marvel’s Guardians of the Galaxy
- 2022: Whiskey And Pills – kompletter Song als „Konzert“ im PC- und Konsolenspiel Elex II

## Trivia
Während der COVID-19-Pandemie experimentierten Jimmy Fallon und seine Tonight Show-Hausband The Roots mit „Remixen für zu Hause“ unter Verwendung von Haushaltsgegenständen, um aus der Ferne den Song Dancing with Myself in der Show aufzuführen. Der Clip wurde zusammen mit Videobeiträgen von Billy Idol und Fans geschnitten, die in ihren Häusern und an anderen Orten tanzten.
Im Jahr 2001 veröffentlichte der Einrichtungskonzern IKEA einen Werbespot, in dem Billy Idol rappte. Der Spot wurde in einer schwarzweißen sowie einer leicht abgeänderten, colorierten Fassung ausgestrahlt.
Im Jahr 2023 startete Workday, ein US-amerikanischer Anbieter von Cloud-basierter Computersoftware, eine „Rockstar“–Werbekampagne, in der neben anderen bekannten Personen aus der Rockmusik auch Billy Idol in verschiedenen Spots auftritt.
Die Schriftstellerin Alexandra Kaufmann (†  2002), Ehefrau des 2012 verstorbenen Schauspielers Günther Kaufmann, betrog 1999 den Steuerberater ihres Mannes um eine Summe zwischen 500.000 und 830.000 Deutsche Mark, indem sie ihm eine Gewinnbeteiligung aus einem erfundenen Schadensersatzprozess gegen Billy Idol versprach. Ihre erfundene Geschichte: Auf ihrem Anwesen in Portugal habe ein Bauunternehmer eine Hotelanlage geplant und Alexandra Kaufmann habe Idol angeblich als Investor gewinnen können. Idol habe sich zur Zahlung von 70 Millionen US-Dollar verpflichtet, sei aber grundlos vertragsbrüchig geworden.
Zur Feier des 40. Jahrestags seines zweiten Studioalbums Rebel Yell wurde im April 2024 im 103. Stock des New Yorker Empire State Buildings in über 300 Metern Höhe ein Clip zu einer Akustikversion des Titelsongs mit speziellen Drohnen gedreht. Begleitet wurde Idol bei seinem Auftritt von seinem langjährigen Gitarristen Steve Stevens.

## Auszeichnungen und Nominierungen
| Jahr | Award                              | Kategorie                              | Nominiert           | Ergebnis  | Referenz |
| ---- | ---------------------------------- | -------------------------------------- | ------------------- | --------- | -------- |
| 1991 | ASCAP Pop Music Awards             | Meistgespieltes Lied                   | Cradle of Love      | gewonnen  | [ 69 ]   |
| 2005 | Classic Rock Roll of Honour Awards | Comeback des Jahres                    | als er selbst       | gewonnen  | [ 70 ]   |
| 1985 | Grammy                             | Beste männliche Rock-Gesangsdarbietung | Rebel Yell          | nominiert | [ 71 ]   |
| 1987 | Grammy                             | Beste männliche Rock-Gesangsdarbietung | To Be a Lover       | nominiert | [ 72 ]   |
| 1991 | Grammy                             | Beste männliche Rock-Gesangsdarbietung | Cradle of Love      | nominiert | [ 73 ]   |
| 1984 | MTV Video Music Awards             | Beste Regie                            | Dancing with Myself | nominiert | [ 74 ]   |
| 1984 | MTV Video Music Awards             | Beste künstlerische Leitung            | Dancing with Myself | nominiert | [ 74 ]   |
| 1984 | MTV Video Music Awards             | Beste Spezialeffekte                   | Dancing with Myself | nominiert | [ 74 ]   |
| 1984 | MTV Video Music Awards             | Beste Bearbeitung                      | Eyes Without a Face | nominiert | [ 74 ]   |
| 1984 | MTV Video Music Awards             | Beste Kamera                           | Eyes Without a Face | nominiert | [ 74 ]   |
| 1990 | MTV Video Music Awards             | Bestes Video aus einem Film            | Cradle of Love      | gewonnen  | [ 75 ]   |
| 1990 | MTV Video Music Awards             | Bester männlicher Darsteller           | Cradle of Love      | nominiert | [ 75 ]   |
| 1990 | MTV Video Music Awards             | Beste Spezialeffekte                   | Cradle of Love      | nominiert | [ 75 ]   |
| 1993 | MTV Video Music Awards             | Beste Spezialeffekte                   | Shock to the System | nominiert | [ 76 ]   |
| 1993 | MTV Video Music Awards             | Beste Bearbeitung                      | Shock to the System | nominiert | [ 76 ]   |
| 1991 | Brit Awards                        | Bestes britisches Video                | Cradle of Love      | nominiert | [ 77 ]   |
| 1988 | Pollstar Concert Industry Awards   | Das kreativste Tourkonzept             |                     | nominiert | [ 78 ]   |